# Armia Krajowa

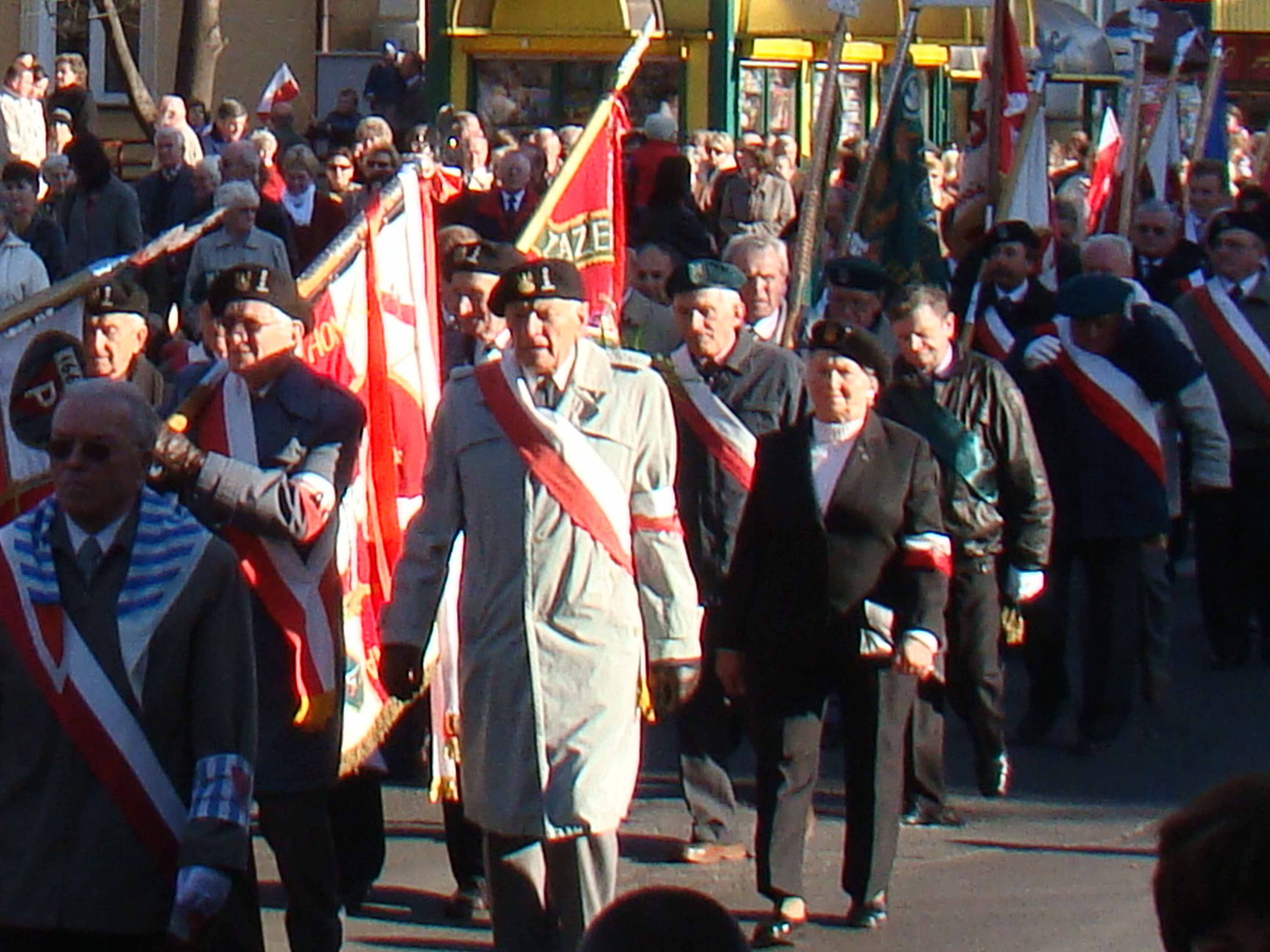
Desfilada de veterans de l'Armia Krajowa a Sanok, Polònia, l'11 de novembre de 2008.

L'Armia Krajowa (pronúncia AFI: ˈarmja kraˈjɔva), abreujat AK, o Exèrcit Nacional, va ser el moviment de resistència polonesa en la Segona Guerra Mundial dominant en la Polònia ocupada pels nazis. Va ser format el febrer de 1942 del Związek Walki Zbrojnej (Unió per la Lluita Armada). Durant els dos anys següents, va absorbir la majoria d'altres forces clandestines poloneses. Va ser lleial al Govern Polonès a l'exili i va constituir el braç armat del que es va conèixer com l'"Estat Polonès Clandestí". Les estimacions dels seus membres el 1944 oscil·len entre 200.000 i 600.000 persones, amb la xifra més probable de 400.000 persones, xifra que el faria no només el major moviment de resistència de Polònia, sinó un dels tres més grans d'Europa durant la Segona Guerra Mundial.
Les operacions principals de resistència de l'AK van ser el sabotatge de les activitats alemanyes, incloent els transports amb destinació al Front Oriental, a la Unió Soviètica. L'AK també va lliurar diverses batalles a gran escala contra els alemanys, sobretot el 1943 i el 1944 durant l'Operació Tempesta. Ells van derrotar prou forces alemanyes, desviant subministraments molt necessaris, mentre tractaven de donar suport als militars soviètics.